# Warren Grove
Pour les articles homonymes, voir Warren et Grove.
Warren Grove est un village de l'Île-du-Prince-Édouard, au Canada. Le village est situé à l'ouest de Charlottetown et au nord-ouest de Cornwall.

## Démographie
| 2001 | 2006 | 2011 | 2016 |
| ---- | ---- | ---- | ---- |
| 332  | 341  | 367  | 356  |